# Kenny Roberts Jr
Pour les articles homonymes, voir Kenny Roberts (homonymie) et Roberts.
Kenny Roberts Jr, né le 25 juillet 1973 à Mountain View (Californie), est un pilote de vitesse moto américain champion du monde 500 cm3 en 2000. En amont du Grand Prix des Amériques 2017, Kenny Roberts Jr est intronisé MotoGP Legends.

## Biographie
Fils de Kenny Roberts, il débute à moto en moto-cross, comme de nombreux américains. Courant aux États-Unis, il découvre le monde des Grand Prix grâce à une invitation lors de son grand prix national à Laguna Seca en 1993. L'année suivante, il dispute les quatre dernières courses de la saison. En 1995, il termine le championnat 250 cm3 en 8e position.
En 1996, il rejoint la catégorie reine dans le team Yamaha de son père. Après une première saison terminée à la 13e place, il suit son père dans le projet de celui-ci de construire sa propre moto. Après deux saisons, Suzuki lui offre l'occasion de piloter une moto compétitive. Il commence la saison par deux victoires lors des deux premiers grands prix. Finalement, il terminera second derrière l'espagnol Álex Crivillé, remportant par la même quatre victoires.
Il confirme la saison suivante en devenant, en 2000, le premier et le seul fils d'un précédent champion du monde de vitesse à le devenir à son tour. Ses quatre victoires pour 9 podiums lui offrent le titre devant le débutant dans la catégorie Valentino Rossi.
Lors des années suivantes, les résultats ne suivent pas, la Suzuki étant dépassée par les performances de ses concurrents directs Yamaha et Honda.

## Palmarès
- 1 titre de champion du monde (1 en 500 cm3 en 2000).
- 1 place de vice-champion du monde en 1999 (en 500 cm3)
- 185 départs.
- 8 victoires (8 en 500 cm3).
- 7 deuxièmes place.
- 7 troisièmes place.
- 10 pole positions (1 en MotoGP / 9 en 500 cm3).
- 22 podiums (4 en MotoGP / 18 en 500 cm3).
- 9 meilleurs tours en course.

### Victoires en500cm3: 8
| Année | Lieu du Grand Prix           | Circuit                         | Ville                |
| ----- | ---------------------------- | ------------------------------- | -------------------- |
| 1999  | Grand Prix moto de Malaisie  | Circuit international de Sepang | Sepang               |
| 1999  | Grand Prix moto du Japon     | Twin Ring Motegi                | Motegi               |
| 1999  | Grand Prix moto d'Allemagne  | Sachsenring                     | Hohenstein-Ernstthal |
| 1999  | Grand Prix moto d'Argentine  | Circuit Oscar Alfredo Galvez    | Buenos Aires         |
| 2000  | Grand Prix moto de Malaisie  | Circuit international de Sepang | Sepang               |
| 2000  | Grand Prix moto d'Espagne    | Circuit permanent de Jerez      | Jerez de la Frontera |
| 2000  | Grand Prix moto de Catalogne | Circuit de Catalogne            | Barcelone            |
| 2000  | Grand Prix moto du Pacifique | Twin Ring Motegi                | Motegi               |

## Carrière en Grand Prix moto

### Par catégorie
| Cat.    | Année     | 1er GP   | 1er podium | 1re victoire | Courses | Victoires | Podiums | Pole | MTC | Points | Titres |
| ------- | --------- | -------- | ---------- | ------------ | ------- | --------- | ------- | ---- | --- | ------ | ------ |
| 250 cm3 | 1993-1995 | USA 1993 |            |              | 18      | 0         | 0       | 0    | 0   | 111    | 0      |
| 500 cm3 | 1996-2001 | JAP 1996 | MAL 1999   | MAL 1999     | 89      | 8         | 18      | 9    | 8   | 740    | 1      |
| MotoGP  | 2002-2007 | JAP 2002 | RIO 2002   |              | 78      | 0         | 4       | 1    | 1   | 359    | 0      |
| Total   | 1993-2007 |          |            |              | 185     | 8         | 22      | 10   | 9   | 1210   | 1      |